# Дом Ермолаева (Гурьевск)
Дом Ермола́ева (Дом купца́ Ермола́ева, Торго́вая ла́вка купца́ Ермола́ева) — двухэтажное кирпичное здание 1909 года в центре города Гурьевска, на берегу реки Бачат, где с 1973 года располагается городской краеведческий музей — один из старейших музеев Сибири.
Является наиболее ценным объектом культурного наследия города, как первое его каменное общественное здание с ярко выраженными стилевыми признаками эклектики с богатым декоративным оформлением под неорусскую классику.

## История
Сведения о купце Ермолаеве
Двухэтажное здание из красного кирпича — украшение города, многие годы находившееся в центре городских событий, в наследство жителям Гурьевска оставил его бывший владелец — купец Ермолаев Наркиз (Нарцисс) Павлович, родившийся в 1867 году в посёлке Гурьевский завод в семье сельского учителя и фельдшера, который, будучи деятельным и предприимчивым человеком, успешно занялся торговлей.
Павел Тимофеевич Ермолаев в 1890-е годы упоминается как купец, ведущий серьёзную торговлю: из 60 тысяч пудов железа, производимого ежегодно Гурьевским заводом, 40 тысяч поставлялось на другие заводы, а 20 тысяч продавалось по оптовым ценам купцу Ермолаеву, являющимся монополистом во всём Салаирском крае. Наркиз же после окончания в 1884 году Томского реального училища, поступив в Санкт-Петербургский технологический институт, увлёкся революционными идеями народовольцев, был отчислен со 2-го курса и отправлен в Томск, где дважды осуждался и отбывал наказание в тюрьме, затем жил в Гурьевском посёлке «при отце», помогая ему в хозяйственных и торговых делах, но находясь до 1903 года под негласным надзором полиции.
Занимаясь торговлей, вскоре стал богатым и уважаемым человеком в Гурьевске, где, помимо торговой лавки, строительство которой он осуществил после смерти отца в 1909 году, уже семейным, окунувшимся в наследство и торговые дела, у него имелись мельница и конный завод. Магазины и лавки он держал в Бачатах, Томске, Кузнецке, Барнауле.
От двух браков Н. Ермолаев имел 5 детей и необходимость их воспитания и обучения стала причиной переезда семьи в Томск. В Гурьевске купец бывал наездами по торговым делам, останавливаясь в деревянном особнячке, находившемся напротив лавки. Здесь он и был с семьёй, когда волна февральской революции 1917 года докатилась до Гурьевска и вылилась в конце февраля в вооружённый переворот. Семья купца ночью спешно покинула посёлок и больше сюда не возвращалась. Вскоре магазин был разграблен, а в декабре 1917 года национализированы конный завод и банковские вклады.
Н. Ермолаев был высокообразованным человеком: с молодых лет занимался самообразованием, много читал, собрал большую библиотеку. Имея обширный круг интересов, увлекался естествознанием. Известно, что осенью 1918 года он вступил в «Томский орнитологический кружок», переименованный затем в «Орнитологическое общество С. А. Бутурлина», написав две научные статьи для его журнала.
В начале 1920 года как «лицо без определённых занятий» был арестован и осуждён на три года исправительных работ, но через год амнистирован и освобождён. В анкете того времени, заполненной рукой купца, которую обнаружили в 2016 году, своё имя он писал Наркисс. Вскоре вместе с семьёй он тайно бежал в Среднюю Азию, где, по словам одного из его правнуков, скромно жил в селе, умер в 1940-х, похоронен там же.
Дочь Ермолаева Лидия работала в советском посольстве в Китае, старший сын сын Владимр — учёный-энтомолог был арестован в 1937 году и расстрелян по обвинению в правотроцкистской деятельности, ещё три сына обзавелись семьями, жили и работали в разных местах.
Сведения о доме
Дом для торговли был построен Наркизом Ермолаевым в 1909 году в Гурьевске, который в то время представлял собой маленький одноэтажно-деревянный рабочий посёлок с четырьмя немощёными улицами.
Красивый кирпичный особняк с ажурными декоративными карнизами, построенный на площади напротив заводской проходной, у единственного в то время моста через Бачат, по архитектуре и высоте доминировал над всеми остальными строениями посёлка.
Торговая лавка Ермолаева имеет трёхчастную композицию фасадов, ориентированных на транспортную развязку и ярмарочную площадь. Большие витринные окна первого этажа чередуются с рустованными пилястрами стен, межэтажный ярусный карниз с нишами-ширинками отделяет нижнюю часть здания от верхнего этажа с более частым членением окон и более мелким декором. Детали декора фасадов, имитирующие кирпичный стиль, покрашены известью и ярко выделяются на фоне стены из красного кирпича. Центральная — угловая часть здания акцентирована аттиком со слуховым окном с обрамлением в виде наличника. Боковые ризалиты завершаются аттиками с глухими фронтонами и указанием года постройки здания. Главный угловой вход после переделок преобразован в оконный проём, а крайнее окно с северного фасада стало дверным проёмом.
На первом этаже лавки продавались изделия Гурметзавода, скобяные и хозяйственные изделия, а на втором этаже — продовольственные товары. В жилых комнатах, занимавших часть второго этажа, до переезда в Томск располагалась молодая семья Ермолаевых. Бойкая торговля продолжалась здесь вплоть до событий февральской революции 1917 года и полностью прекратилась после бегства Наркиза Ермолаева из города.
Дом не пустовал долго. Уже в середине марта 1917 года в бывшей торговой лавке разместился первый совет старост Гурметзавода. С этого времени бывший магазин, получивший название «Народный дом», стал центром революционных событий, где проводились митинги, складировалось оружие, велись допросы. С 1920 года, когда в дом пришла молодежь первой комсомольской ячейки, он стал центром культурной жизни города: заработали кружки, открылась библиотека. С 1935 года — Дом пионеров, прекративший деятельность на время войны, когда дом использовался в качестве школы ФЗУ. С 1953 по 1973 год здание вновь выполняло свою первоначальную функцию торгового заведения.

## Краеведческий музей
Организатором музея и его первым директором был почётный гражданин Гурьевска Александров Фёдор Ильич, создавший в 1956 году инициативную группу из местных краеведов, благодаря усилиям которой 30 апреля 1959 года был открыт музей со статусом народного — филиал Кемеровского областного краеведческого музея.
Статус городского музей получил в 1968 году. С 1973 года располагается в здании бывшего купеческого магазина Ермолаева.
Музей является хранилищем материалов и документов по истории края с древнейших времен и до наших дней. Его фонд насчитывает около 17 800 предметов. В экспозиции представлены предметы палеонтологической коллекции, флора и фауна края. Здесь имеется богатая археологическая коллекция предметов из курганов-могильников, обнаруженных при раскопках, проводившихся на территории Гурьевского района. Собран значительный материал по историческому прошлому района, в частности по истории возникновения Салаирских рудников и Гурьевского сереброплавильного, ныне металлургического завода. Большой интерес представляют предметы быта и религии местного коренного населения Кузбасса — телеутов.
В 2020 году была начата реставрация Гурьевского городского краеведческого музея, который последние два года из-за аварийности здания был закрыт для посетителей. Завершение реконструкции здания запланировано к 300-летию Кузбасса (6 июля 2021 года). Проект комплексной реставрации здания музея, ранее ни разу не проводившейся, подготовлен на основе рекомендаций, предоставленных командой специалистов Томского государственного архитектурно-строительного университета. После внутреннего наполнения в ноябре 2021 года запланировано открытие обновлённого музея, первым мероприятием которого станет Всероссийская культурно-образовательная акция «Ночь искусств».